# Bill Young

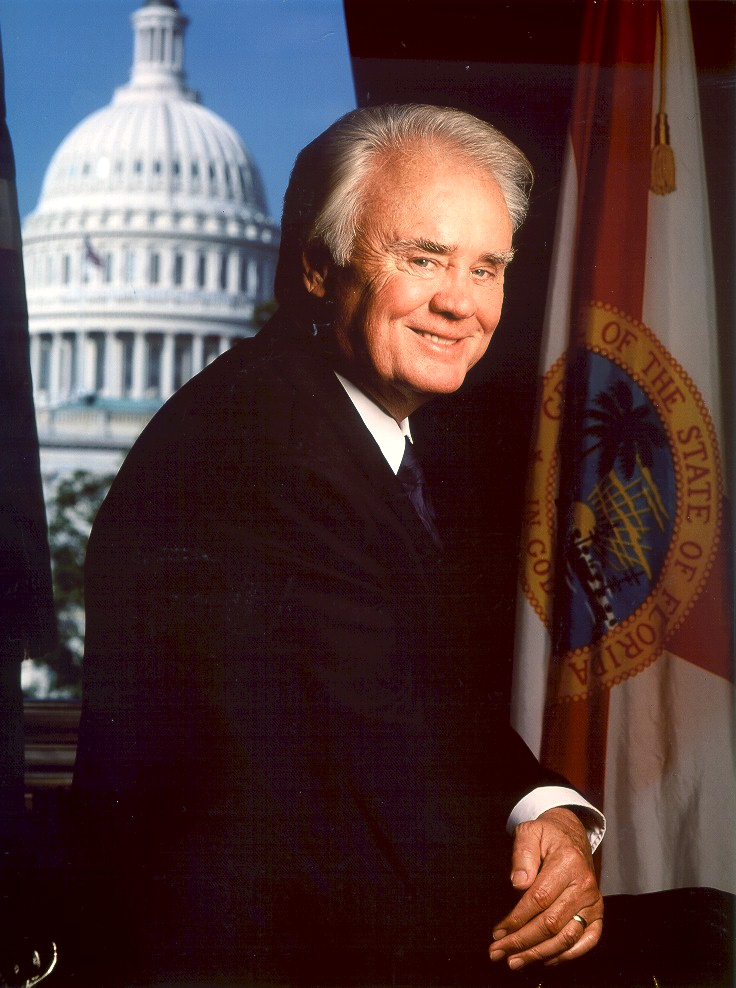
Bill Young

Charles William "Bill" Young, född 16 december 1930 i Harmarville, Allegheny County, Pennsylvania, död 18 oktober 2013 i Bethesda, Maryland, var en amerikansk republikansk politiker. Han var ledamot av USA:s representanthus från Florida från 1971 fram till sin död.
Young flyttade till Florida i femtonårsåldern. Han var ledamot av delstatens senat 1960–1970. Han vann klart mot demokraten Ted Bailey i kongressvalet 1970. Han omvaldes 21 gånger.